# Reprezentacja Finlandii na Mistrzostwach Europy w Wioślarstwie 2009
Reprezentacja Finlandii na Mistrzostwach Europy w Wioślarstwie 2009 liczyła 2 sportowców. Najlepszym wynikiem było 4. miejsce w dwójce podwójnej kobiet.

## Medale

### Złote medale
Brak

### Srebrne medale
Brak

### Brązowe medale
Brak

## Wyniki

### Konkurencje kobiet
- dwójka podwójna (W2x): Ulla Varvio, Sanna Stén – 4. miejsce